# Озерний (Кілемарський район)
Озе́рний (рос. Озёрный, марій. Озёрка) — селище у складі Кілемарського району Марій Ел, Росія. Входить до складу Красномостівського сільського поселення.

## Населення
Населення — 454 особи (2010; 435 у 2002).
Національний склад (станом на 2002 рік):
- росіяни — 61 %
- марі — 31 %